# 2014 no ciclismo
Cronologia do ciclismo
2013 no ciclismo - 2014 no ciclismo - 2015 no ciclismo
A recompilação do ano 2014 no ciclismo.

## Por mês

### Janeiro
- 8 de janeiro : triplicado da formação Orica-GreenEDGE durante o campeonato da Austrália da contrarrelógio com Michael Hepburn que consegue o seu primeiro título avançando a Luke Durbridge e Damien Howson.
- 12 de janeiro : em estrada Simon Gerrans (Orica-GreenEDGE) consegue o seu segundo título de Campeão da Austrália avançando a Cadel Evans (BMC Racing) e Richie Porte (Team Sky).
- 19 de janeiro : o eritreio Natnael Berhane (Europcar) consegue a Tropicale Amissa Bongo avançando respectivamente à classificação geral aos Espanhóis Luis León Sánchez (Caja Rural-Seguros RGA), vencedor da primeira etapa, e Egoitz García (Cofidis).
- 26 de janeiro :
  - o Austrálian Simon Gerrans (Orica-GreenEDGE) consegue o Tour Down Under, todo conseguindo sobretudo a primeira etapa, e avança seu compatriota Cadel Evans (BMC Racing) vencedor da terceira etapa e a Itálian Diego Ulissi (Lampre-Merida) lauréat da segunda etapa.
  - o Colômbian Nairo Quintana (Movistar) consegue o Volta a San Luis que foi o vencedor sobretudo a quarta etapa. Avança sobre o estadounidense Phillip Gaimon (Garmin-Sharp), vencedor da primeira etapa, e a Argentino Sergio Godoy (San Luis Somos Todos).

### Fevereiro
- 2 de fevereiro :
  - o Belga Kenneth Vanbilsen (Topsport Vlaanderen-Baloise) consegue o Grand Prix d'ouverture La Marseillaise ante seu compatriota Baptiste Planckaert (Roubaix Lille Métropole) e o Francês Samuel Dumoulin (AG2R La Mondiale).
  - o Italiano Simone Ponzi (Neri Sottoli) consegue o grande Prêmio da Costa Etrusca ante o seu colega e compatriota Mauro Finetto e outro Italiano Andrea Pasqualon (Area Zero).
- 8 de fevereiro : o Americano Taylor Phinney (BMC Racing) consegue o Tour de Dubai após ter ganhado sobretudo a primeira etapa e avança ao seu colega o Britânico Steve Cummings e o Dinamarquês Lasse Norman Hansen (Garmin-Sharp).
- 9 de fevereiro :
  - o Sueco Tobias Ludvigsson (Giant-Shimano) consegue o Estrela de Bessèges subindo ao pódio o Francês Jérôme Coppel (Cofidis) e o seu colega o Alemão John Degenkolb durante o contrarrelógio final.
  - o Australiano Simon Clarke (Orica-GreenEDGE) consegue o Herald Sun Tour após ter conseguido a segunda etapa. Avança aos seus compatriotas Cameron Wurf (Cannondale) e Jack Haig (Avanti).
  - o Italiano Sacha Modolo (Lampre-Merida) consegue o Troféu Palma de Mallorca, primeira manga do Challenge de Mallorca, avançando o Belga Jens Debusschere (Lotto-Belisol) e o Neerlandés Dylan Groenewegen (De Rijke).
- 10 de fevereiro : Sacha Modolo dupla vitória conseguindo o Troféu Ses Salines, segunda série do Challenge de Mallorca, avançando ao Britânico Ben Swift (Team Sky) e o Belga Gianni Meersman (Omega Pharma-Quick Step).
- 11 de fevereiro : o Polaco Michał Kwiatkowski (Omega Pharma-Quick Step) consegue o Troféu Serra de Tramontana, terceiro cabo do Challenge de Mallorca, avançando o Noruego Edvald Boasson Hagen (Team Sky) e o Italiano Francesco Gavazzi (Astana Pro Team).
- 12 de fevereiro : Gianni Meersman (Omega Pharma-Quick Step) consegue o Troféu Muro-Porto de Alcudia, quarto e última manga do Challenge de Mallorca, avançando o Espanhol Francisco Ventoso (Movistar) e o Britânico Ben Swift (Team Sky).
- 14 de fevereiro : o Neerlandés Niki Terpstra (Omega Pharma-Quick Step) consegue o Tour de Catar após ter ganhado a primeira etapa e guardado a cabeça da classificação geral todo o resto da semana. Avança finalmente dois Belgas, seu colega Tom Boonen, vencedor de segunda e quarta etapas, e Jürgen Roelandts (Lotto-Belisol).
- 16 de fevereiro : após ter ganhado a quarta etapa, o Britânico Steve Cummings (BMC Racing) consegue o Volta mediterrânea guardando sua maillot de líder durante a última etapa conseguida pelo Francês Jean-Christophe Péraud (AG2R La Mondiale). Avança este último à classificação geral bem como a Austríaco Riccardo Zoidl (Trek Factory Racing).
- 21 de fevereiro : o Colombiano José Serpa (Lampre-Merida) consegue o Troféu Laigueglia avançando o Alemão Patrik Sinkewitz (Meridiana Kamen) e o Italiano Andrea Pasqualon (Area Zero).
- 23 de fevereiro :
  - o Britânico, último vencedor do Tour de France, Christopher Froome (Team Sky) consegue a sua entrada em forma em 2014 conseguindo o Tour de Omã após ter triunfado na penúltima etapa. Avança à classificação geral o Americano Tejay van Garderen (BMC Racing) e o Colombiano Rigoberto Urán (Omega Pharma-Quick Step).
  - o Espanhol Alejandro Valverde (Movistar) feito uma grande impressão durante o Volta à Andaluzia conseguindo as três primeiras etapas e a classificação geral. Avança o Australiano Richie Porte (Team Sky) e o outro Espanhol Luis León Sánchez (Caja Rural-Seguros RGA).
  - apesar de um sucesso na a quarta etapa que chega à cimeira da Alto do Malhão durante o Volta ao Algarve, o Espanhol Alberto Contador (Tinkoff-Saxo) não obtém  a vitória final que volta ao Polaco Michał Kwiatkowski (Omega Pharma-Quick Step). Este último impõe-se pois ante Contador e ante o Português campeão do mundo Rui Costa (Lampre-Merida).
- 23 de fevereiro : durante o Tour du Haut-Var o Colombiano Carlos Betancur (AG2R La Mondiale) consegue a primeira etapa e a classificação geral. Avança seu colega o Francês Samuel Dumoulin e o vencedor da última etapa outro Francês Amaël Moinard (BMC Racing).

### Março
- 1 de março :
  - o Espanhol Alejandro Valverde (Movistar) consegue a Volta a Múrcia e avança ao Português Tiago Machado (NetApp-Endura) e o italiano Davide Rebellin (CCC Polsat Polkowice).
  - o britânico Ian Stannard (Team Sky) surpreende os favoritos e consegue o Omloop Het Nieuwsblad ante o Belga Greg Van Avermaet (BMC Racing) e o seu colega o Norueguês Edvald Boasson Hagen.
- 2 de março :
  - o Italiano Mauro Finetto (Yellow Fluo) consegue a 31.ª edição do grande Prêmio de Lugano avançando aos seus compatriotas Sonny Colbrelli (Bardiani CSF) e Diego Ulissi (Lampre-Merida).
  - o Francês Romain Bardet (AG2R La Mondiale) consegue a Drôme Classic. Avança a dois belgas Sébastien Delfosse (Valonia Bruxelas) e Gianni Meersman (Omega Pharma-Quick Step).
  - o irlandês Sam Bennett (NetApp-Endura) consegue ao sprint a 29.ª edição da Clássica de Almeria ante o Espanhol Juan José Lobato (Movistar) e o Italiano Davide Viganò (Caja Rural-Seguros RGA).
- 5 de março : o Belga Maxime Vantomme (Roubaix Lille Métropole) consegue a Le Samyn ao sprint ante o Russo Alexey Tsatevitch (Katusha) e o Francês Nacer Bouhanni (Fdj.fr).
- 6 de março : o italiano Diego Ulissi (Lampre-Merida) consegue o grande Prêmio da Cidade de Camaiore que passa na linha de chegada ante o seu compatriota Matteo Montaguti (AG2R La Mondiale) e a revelação colombiana Julián Arredondo (Trek Factory Racing).
- 8 de março : o Polaco Michał Kwiatkowski (Omega Pharma-Quick Step) consegue a oitava edição das Strade Bianche. Impõe-se com 19 segundos de antemão ao eslovaco Peter Sagan (Cannondale) e 36 segundos na o Espanhol Alejandro Valverde (Movistar).
- 9 de março :
  - depois de ter-se adjudicado o prólogo, o estoniano Gert Jõeäär (Cofidis) consegue os Três dias de Flandres-Ocidental. Avança à classificação geral final o vencedor da última etapa o Belga Guillaume Van Keirsbulck (Omega Pharma-Quick Step) e o Francês Johan Le Bon (Fdj.fr).
  - no dia seguinte do seu terceiro lugar na Strade Bianche, o Espanhol Alejandro Valverde (Movistar) impõe-se desta vez  na Roma Maxima e impõe-se ante dois Italianos Davide Appollonio (AG2R La Mondiale) e Sonny Colbrelli (Bardiani CSF).
- 16 de março : Carlos Betancur (AG2R La Mondiale), vencedor dos quinta e sexta etapas, consegue a Paris-Nice e resulta o primeiro Colombiano a ganhar esta carreira. Avança à classificação geral o campeão do mundo em estrada Rui Costa (Lampre-Merida) e o campeão da França em estrada e vencedor da última etapa Arthur Vichot (Fdj.fr) vencedor da última etapa.
- 18 de março : o Espanhol Alberto Contador (Tinkoff-Saxo) surclasse seus adversários ao Tirreno-Adriático. Vencedor dos quarta e quinta etapa, avança ademais dois minutos o Colombiano Nairo Quintana (Movistar) e sua colega o Checo Roman Kreuziger (Tinkoff-Saxo).
- 19 de março : o Belga Kenny Dehaes (Lotto-Belisol) consegue a Nokere Koerse ao sprint avançando seu compatriota Tom Van Asbroeck (Topsport Vlaanderen-Baloise) e o antigo campeão de France Nacer Bouhanni (Fdj.fr).
- 21 de março : o esloveno Luka Mezgec (Giant-Shimano) consegue ao sprint na o Handzame Classic. Avança ao neerlandés Theo Bos (Belkin) e o belga Edward Theuns (Topsport Vlaanderen-Baloise).
- 23 de março : o norueguês Alexander Kristoff (Katusha) vence a Milão-Sanremo. Avança ao suíço Fabian Cancellara (Trek Factory Racing) e o britânico Ben Swift (Team Sky).
- 26 de março : o neerlandés Niki Terpstra (Omega Pharma-Quick Step) impõe-se na Através de Flandres com 16 segundos de antemão ao americano Tyler Farrar (Garmin-Sharp) e ao esloveno Borut Božič (Astana Pro Team).
- 28 de março : o Slovaque Peter Sagan (Cannondale) se mpose ao sprint na o grande Prêmio E3. Avança o Neerlandés Niki Terpstra (Omega Pharma-Quick Step) e o Britânico Geraint Thomas (Team Sky).
- 30 de março :
  - o Espanhol Joaquim Rodríguez (Katusha) consegue o Volta à Catalunha. Depois de ter-se imposto na a etapa rainha, conserva o primeiro posto ao resto da prova. Avança na classificação geral ao seu compatriota Alberto Contador (Tinkoff-Saxo) e o Americano Tejay van Garderen (BMC Racing) vencedor da quarta etapa.
  - Peter Kennaugh (Team Sky) impõe-se na Semana Internacional Coppi e Bartali graças sobretudo à sua vitória durante a segunda etapa e resulta o primeiro britânico a ganhar esta carreira. Avança à classificação geral sobre dois italianos : o seu colega Dario Cataldo, vencedor da última etapa e Matteo Rabottini (Neri Sottoli).
  - o francês Jean-Christophe Péraud (AG2R La Mondiale) impõe-se no Critérium Internacional. Na classificação geral, avança sobr o suíco Mathias Frank (IAM), vencedor da última etapa e o português Tiago Machado (NetApp-Endura).
  - o alemão John Degenkolb (Giant-Shimano) impõe-se ao sprint na Gante-Wevelgem. Avança ao francês Arnaud Démare (Fdj.fr) e o eslovaco Peter Sagan (Cannondale).

### Abril
- 3 de abril : o Belga Guillaume Van Keirsbulck (Omega Pharma-Quick Step) consegue a 38.ª edição das Três Dias de Bruges–De Panne mas sem ter conseguido etapas. Avança à classificação geral ante o autraliano Luke Durbridge (Orica-GreenEDGE) e o seu colega e compatriota Gert Steegmans.
- 4 de abril : o francês Bryan Coquard (Europcar) consegue ao sprint a Route Adélie de Vitré ante os seus compatriotas Julien Simon (Cofidis) e Benoît Jarrier (Bretagne-Séché Meio ambiente).
- 6 de abril : duplo vencedor e mantendo o título, o suíço Fabian Cancellara (Trek Factory Racing) consegue um terceiro Volta à Flandres ante dois belgas, Greg Van Avermaet (BMC Racing) e Sep Vanmarcke (Belkin), e apanha pois o círculo dos cinco corredores que têm conseguido já três Tours das Flandres.
- 7 de abril : o Espanhol Alberto Contador (Tinkoff-Saxo) consegue a 54.ª edição da Volta ao País Basco e acrescenta para a terceira vez da sua carreira esta competição ao seu palmarés. Contador consegue sobretudo a primeira etapa e avança ao seu compatriota Alejandro Valverde (Movista), que termina segundo e o polaco Michał Kwiatkowski (Omega Pharma-Quick Step) que termina terceiro.

### Junho
- 1 de junho: O colombiano Nairo Quintana (Movistar) consegue o Giro d'Italia todo conseguindo sobretudo a 16.ª etapa e a 19.ª etapa e avança ao seu compatriota Rigoberto Urán (Omega Pharma-Quick Step) vencedor da 12.ª etapa e o italiano Fabio Aru (Astana Pro Team) vencedor da 15.ª etapa.

### Julho
- 5 de julho : começo do Tour de France. O Alemão Marcel Kittel consegue a primeira etapa e resulta o primeiro camisola amarela deste 101.º Tour de France.
- 6 de julho : primeira batalha entre os favoritos a este jogo, é o italiano Vincenzo Nibali (Astana Pro Team) que se impõe e que se apodera do maillot amarelo.
- 27 de julho : última etapa conseguido pelo alemão Marcel Kittel (Giant-Shimano). Assim se acaba um Tour de France que terá visto dois dos grandes favoritos abandonar : Christopher Froome e Alberto Contador, bem como o velocista Mark Cavendish e o antigo vencedor Andy Schleck. O italiano Vincenzo Nibali (Astana Pro Team) consegue a classificação geral final avançando a dois franceses, Jean-Christophe Péraud (AG2R La Mondiale) e Thibaut Pinot (Fdj.fr).

### Setembro
- 18 de setembro : o corredor alemão Jens Voigt estabelece um novo recorde da hora, percorrendo 51,115 km, a Grenchen na Suíça.
- 24 de setembro : Bradley Wiggins e Lisa Brennauer resultam campeões do mundo do contrarrelógio.
- 28 de setembro : o polaco Michał Kwiatkowski resulta campeão do mundo em estrada avançando a alguns segundos sobre o australiano Simon Gerrans e o espanhol Alejandro Valverde. O primeiro Francês, Tony Gallopin, é 6.º.

### Outubro
- 9 de outubro : o corredor luxemburguês Andy Schleck, vencedor do Tour de France de 2010, anuncia o seu retiro.

## Grandes voltas

### Volta de Itália
- Vencedor :  Nairo Quintana (Movistar)
  - 2.º :  Rigoberto Urán (Team Sky)
  - 3.º :  Fabio Aru (Astana Pro Team)
- Classificação por pontos :  Nacer Bouhanni (Fdj.fr)
- Melhor escalador :  Julián Arredondo (Trek Factory Racing)
- Melhor jovem :  Nairo Quintana (Movistar)
- Melhor equipa :  AG2R La Mondiale

### Tour de France
- Vencedor :  Vincenzo Nibali (Astana Pro Team)
  - 2.º :  Jean-Christophe Péraud (AG2R La Mondiale)
  - 3.º :  Thibaut Pinot (Fdj.fr)
- Classificação por pontos :  Peter Sagan (Cannondale)
- Melhor escalador :  Rafał Majka (Tinkoff-Saxo)
- Melhor jovem :  Thibaut Pinot (Fdj.fr)
- Melhor equipa :  AG2R La Mondiale
- Super-combativo :  Alessandro De Marchi (Cannondale)

### Volta a Espanha
- Vencedor :  Alberto Contador (Tinkoff-Saxo)
  - 2.º :  Christopher Froome (Team Sky)
  - 3.º :  Alejandro Valverde (Movistar)
- Classificação por ponto :  John Degenkolb (Giant-Shimano)
- Melhor escalador :  Luis León Sánchez (Caja Rural-Seguros RGA)
- Classificação do combinado :  Alberto Contador (Tinkoff-Saxo)
- Melhor equipa :  Katusha

## Principais clássicos
- Milão-Sanremo :  Alexander Kristoff (Katusha)
- Gante-Wevelgem :  John Degenkolb (Giant-Shimano)
- Volta à Flandres :  Fabian Cancellara (Trek Factory Racing)
- Paris-Roubaix :  Niki Terpstra (Omega Pharma-Quick Step)
- Amstel Gold Race :  Philippe Gilbert (BMC Racing)
- Flecha Wallonne :  Alejandro Valverde (Movistar)
- Liège-Bastogne-Liège :  Simon Gerrans (Orica-GreenEDGE)
- Clássica de San Sebastián :  Alejandro Valverde (Movistar)
- Giro de Lombardia :  Daniel Martin (Garmin-Sharp)
- Paris-Tours :  Jelle Wallays (Topsport Vlaanderen-Baloise)

## Campeonatos

### Campeonatos mundiais

#### Campeonatos mundiais em pista
Homens
| Provas                    | Ouro                                                                             | Prata                                                                                           | Bronze                                                                  |
| ------------------------- | -------------------------------------------------------------------------------- | ----------------------------------------------------------------------------------------------- | ----------------------------------------------------------------------- |
| Quilómetro contrarrelógio | François Pervis                                                                  | Joachim Eilers                                                                                  | Simon van Velthooven                                                    |
| Keirin                    | François Pervis                                                                  | Fabián Puerta                                                                                   | Matthijs Büchli                                                         |
| Velocidade                | François Pervis                                                                  | Stefan Bötticher                                                                                | Denis Dmitriev                                                          |
| Velocidade por equipas    | Ethan Mitchell · Sam Webster · Edward Dawkins · Nova Zelândia                    | René Enders · Robert Förstemann · Maximilian Levy · Alemanha                                    | Grégory Baugé · Kévin Sireau · Michaël D'Almeida · França               |
| Perseguição individual    | Alexander Edmondson                                                              | Stefan Küng                                                                                     | Marc Ryan                                                               |
| Perseguição por equipas   | Luke Davison · Glenn O'Shea · Alexander Edmondson · Mitchell Mulhern · Austrália | Casper von Folsach · Lasse Norman Hansen · Rasmus Christian Quaade · Alex Rasmussen · Dinamarca | Aarón Gate · Pieter Bulling · Dylan Kennett · Marc Ryan · Nova Zelândia |
| Corrida por pontos        | Edwin Ávila                                                                      | Thomas Scully                                                                                   | Eloy Teruel                                                             |
| Americana                 | David Muntaner · Albert Torres · Espanha                                         | Martin Bláha · Vojtěch Temčecký · Chéquia                                                       | Stefan Küng · Théry Schir · Suíça                                       |
| Scratch                   | Ivan Kovalev                                                                     | Martyn Irvine                                                                                   | Cheung King Lok                                                         |
| Omnium                    | Thomas Boudat                                                                    | Tim Veldt                                                                                       | Viktor Manakov                                                          |

Mulheres
| Provas                    | Ouro                                                                         | Prata                                                                         | Bronze                                                                     |
| ------------------------- | ---------------------------------------------------------------------------- | ----------------------------------------------------------------------------- | -------------------------------------------------------------------------- |
| 500 metros contrarrelógio | Miriam Welte                                                                 | Anna Meares                                                                   | Anastasia Voinova                                                          |
| Keirin                    | Kristina Vogel                                                               | Anna Meares                                                                   | Rebecca James                                                              |
| Velocidade                | Kristina Vogel                                                               | Zhong Tianshi                                                                 | Lin Junhong                                                                |
| Velocidade por equipas    | Miriam Welte · Kristina Vogel · Alemanha                                     | Junhong Lin · Zhong Tianshi · China                                           | Jessica Varnish · Rebecca James · Reino Unido                              |
| Perseguição               | Joanna Rowsell                                                               | Sarah Hammer                                                                  | Amy Cure                                                                   |
| Perseguição por equipas   | Laura Trott · Katie Archibald · Elinor Barker · Joanna Rowsell · Reino Unido | Laura Brown · Jasmin Glaesser · Allison Beveridge · Stephanie Roorda · Canadá | Annette Edmondson · Amy Cure · Melissa Hoskins · Isabella King · Austrália |
| Corrida por pontos        | Amy Cure                                                                     | Stephanie Pohl                                                                | Jasmin Glaesser                                                            |
| Scratch                   | Kelly Druyts                                                                 | Katarzyna Pawłowska                                                           | Evgenia Romanyuta                                                          |
| Omnium                    | Sarah Hammer                                                                 | Laura Trott                                                                   | Annette Edmondson                                                          |

#### Campeonatos mundiais em estrada
| Contrarrelógio    | Ouro                         | Prata                    | Bronze                        |
| ----------------- | ---------------------------- | ------------------------ | ----------------------------- |
| Elites homens     | Bradley Wiggins (GBR)        | Tony Martin (GER)        | Tom Dumoulin (NED)            |
| Elites mulheres   | Lisa Brennauer (GER)         | Hanna Solovey (UKR)      | Evelyn Stevens (USA)          |
| Esperanças homens | Campbell Flakemore (AUS)     | Ryan Mullen (IRL)        | Stefan Küng (SUI)             |
| Juniores homens   | Lennard Kämna (GER)          | Adrien Costa (USA)       | Michael Storer (AUS)          |
| Juniores mulheres | Macey Stewart (AUS)          | Pernille Mathiesen (DEN) | Anna-Leeza Hull (AUS)         |
| Equipas homens    | BMC Racing (USA)             | Orica-GreenEDGE (AUS)    | Omega Pharma-Quick Step (BEL) |
| Equipas mulheres  | Specialized-Lululemonn (USA) | Orica-AIS (AUS)          | Astana BePink Womens (ITA)    |

| Ciclismo em estrada | Ouro                         | Prata                      | Bronze                     |
| ------------------- | ---------------------------- | -------------------------- | -------------------------- |
| Elites homens       | Michał Kwiatkowski (POL)     | Simon Gerrans (AUS)        | Alejandro Valverde (ESP)   |
| Elites mulheres     | Pauline Ferrand-Prévot (FRA) | Lisa Brennauer (GER)       | Emma Johansson (SWE)       |
| Esperanças homens   | Sven Erik Bystrøm (NOR)      | Caleb Ewan (AUS)           | Kristoffer Skjerping (NOR) |
| Juniores homens     | Jonas Bokeloh (GER)          | Alexandr Kulikovskiy (RUS) | Peter Lenderink (NED)      |
| Juniores mulheres   | Amalie Dideriksen (DEN)      | Sofia Bertizzolo (ITA)     | Agnieszka Skalniak (POL)   |

### Principais campeões nacionais em estrada
- África do Sul : Louis Meintjes (MTN-Qhubeka)
- Alemanha : André Greipel (Lotto-Belisol)
- Austrália : Simon Gerrans (Orica-GreenEDGE)
- Áustria : Riccardo Zoidl (Trek Factory Racing)
- Bélgica : Jens Debusschere (Lotto-Belisol)
- Bielorrússia : Yauheni Hutarovich (AG2R La Mondiale)
- Canadá : Svein Tuft (Orica-GreenEDGE)
- Colômbia : Miguel Ángel Rubiano (Colômbia)
- Dinamarca : Michael Valgren (Tinkoff-Saxo)
- Espanha : Ion Izagirre (Movistar)
- Etiópia : Tsgabu Grmay (MTN-Qhubeka)
- Finlândia : Jussi Veikkanen (Fdj.fr)
- França : Arnaud Démare (Fdj.fr)
- Grã-Bretanha : Peter Kennaugh (Team Sky)
- Itália : Vincenzo Nibali (Astana Pro Team)
- Luxemburgo : Fränk Schleck (Trek Factory Racing)
- Nova Zelândia : Hayden Roulston (Trek Factory Racing)
- Países Baixos : Sebastian Langeveld (Garmin-Sharp)
- Polónia : Bartłomiej Matysiak (CCC Polsat Polkowice)
- Portugal : Nélson Oliveira (Lampre-Merida)
- República Checa : Zdeněk Štybar (Omega Pharma-Quick Step)
- Rússia : Alexander Porsev (Katusha)
- Eslováquia : Peter Sagan (Cannondale)
- Suíça : Martin Elmiger ([IAM Cycling|[IAM]])

## Principais óbitos
- 25 de janeiro : Emanuel Saldaño, ciclista argentino (° 16 de maio  de  1985)
- 31 de janeiro : Jaime Huélamo, ciclista espanhol (° 17 de novembro  de  1948)
- 2 de fevereiro : Émile Guérinel, ciclista francês (° 3 de junho  de  1929)
- 11 de fevereiro : Jeanné Nell, ciclista sul-africano (° 3 de dezembro  de  1983)
- 18 de fevereiro : Kristof Goddaert, ciclista belga (° 21 de novembro  de  1986)
- 17 de março : Yerlan Pernebekov, ciclista kazakh (° 16 de junho  de  1995)
- 25 de março : Lode Wouters, ciclista belga (° 27 de maio  de  1929)
- 9 de abril : Ferdinando Terruzzi, ciclista italiano (° 17 de fevereiro  de  1924)
- 12 de abril : Pierre-Henri Menthéour, ciclista francês (° 9 de maio  de  1960)
- 15 de junho : Piet Oellibrandt, ciclista belga (° 1 de dezembro  de  1935)
- 7 de julho : Francisco Gabica, ciclista espanhol (° 31 de dezembro  de  1937)
- 11 de julho : Jean-Louis Gauthier, ciclista francês (° 22 de dezembro  de  1955)
- 13 de julho : Jan Nolten, ciclista neerlandês (° 20 de janeiro  de  1930)
- 23 de agosto : Annefleur Kalvenhaar, ciclista neerlandesa (° 10 de junho  de  1994)
- 24 de agosto : Roger De Clercq, ciclista belga (° 2 de setembro  de  1930)
- 25 de agosto : Alfredo Martini, ciclista italiano (° 18 de fevereiro  de  1921)
- 30 de agosto : Igor Decraene, ciclista belga (° 26 de janeiro  de  1996)
- 20 de setembro : Pino Cerami, ciclista italiano depois belga (° 28 de março  de  1922)
- 16 de novembro : José Luis Viejo, ciclista espanhol (° 2 de novembro  de  1949)
- 19 de novembro : Ramón Hoyos, ciclista colombiano (° 26 de maio  de  1932)